# Milà-Busseto
La Milà-Busseto (en italià Milano-Busseto) és una competició ciclista italiana d'un sol dia que es disputa entre les ciutats de Milà (Llombardia) i Busseto (Emilia-Romagna). Creada al 1949, està reservada a ciclistes menors de 23 anys. En el seu palmarès compta amb ciclistes com Sante Gaiardoni (1959), Francesco Moser (1971) i Giovanni Lombardi.

## Palmarès
| Any  | Vencedor                | Segon              | Tercer              |
| ---- | ----------------------- | ------------------ | ------------------- |
| 1949 | Claudio Ricci           |                    |                     |
| 1950 | Donato Piazza           |                    |                     |
| 1951 | Giorgio Pavesi          |                    |                     |
| 1952 | Ettore Comellini        |                    |                     |
| 1953 | Giuseppe Favero         |                    |                     |
| 1954 | Eliseo Comellini        |                    |                     |
| 1955 | Giuseppe Ogna           |                    |                     |
| 1956 | Remo Tamagni            |                    |                     |
| 1957 | Nevio Vitali            |                    |                     |
| 1958 | Carlo Cressari          |                    |                     |
| 1959 | Sante Gaiardoni         |                    |                     |
| 1960 | Franco Alberti          |                    |                     |
| 1961 | Angelo Garda            |                    |                     |
| 1962 | Sergio Alzani           |                    |                     |
| 1963 | Giampiero Forti         |                    |                     |
| 1964 | Luigi Zuccotti          |                    |                     |
| 1965 | Marco Belletti          |                    |                     |
| 1966 | Bruno Vittiglio         |                    |                     |
| 1967 | Giorgio Bedini          |                    |                     |
| 1968 | Franco Vanzin           |                    |                     |
| 1969 | Enzo Trevisan           |                    |                     |
| 1970 | Claudio Guarnieri       |                    |                     |
| 1971 | Francesco Moser         |                    |                     |
| 1972 | Aldo Parecchini         |                    |                     |
| 1973 | Vittorio Algeri         |                    |                     |
| 1974 | Vittorio Algeri         |                    |                     |
| 1975 | Dino Porrini            |                    |                     |
| 1976 | Giorgio Casati          |                    |                     |
| 1977 | Alessandro Bettoni      |                    |                     |
| 1978 | Giuseppe Solfrini       |                    |                     |
| 1979 | Pierangelo Bincoletto   |                    |                     |
| 1980 | Claudio Girlanda        |                    |                     |
| 1981 | Manrico Ronchiato       |                    |                     |
| 1982 | Patrizio Gambirasio     |                    |                     |
| 1983 | Gabriele Fedi           |                    |                     |
| 1984 | Angelo Tosi             |                    |                     |
| 1985 | Giambattista Bardelloni |                    |                     |
| 1986 | Fortunato Salvador      |                    |                     |
| 1987 | Alberto Destro          |                    |                     |
| 1988 | Fabrizio Bontempi       |                    |                     |
| 1989 | Maurizio Tomi           |                    |                     |
| 1990 | Giovanni Lombardi       |                    |                     |
| 1991 | Giovanni Lombardi       |                    |                     |
| 1992 | Gianpiero Polto         |                    |                     |
| 1993 | Giuseppe Asero          |                    |                     |
| 1994 | Michele Brombini        |                    |                     |
| 1995 | Elio Aggiano            |                    |                     |
| 1996 | Marco Cannone           |                    |                     |
| 1997 | Paolo Bossoni           |                    |                     |
| 1998 | Miguel Ángel Meza       |                    |                     |
| 1999 | Jamie Burrow            |                    |                     |
| 2000 | Cristiano Parrinello    |                    |                     |
| 2001 | Simone Cadamuro         | Sebastiano Scotti  | Alberto Loddo       |
| 2002 | Luigi Tampanaro         | Giampaolo Checchi  | Pasquela Muto       |
| 2003 | Claudio Corioni         |                    |                     |
| 2004 | Rino Zampilli           |                    |                     |
| 2005 | Andrea Pagoto           | Alan Marangoni     | Mauro Finetto       |
| 2006 | Francesco Ginanni       | Dario Cataldo      | Konstantin Volik    |
| 2007 | Ian Stannard            | Mirko Selvaggi     | Ben Swift           |
| 2008 | Salvatore Mancuso       | Vitaliy Buts       | Cesare Benedetti    |
| 2009 | Stefano Borchi          | Andrea Palini      | Ivan Balykin        |
| 2010 | no disputada            |                    |                     |
| 2011 | Christian Delle Stelle  | Sonny Colbrelli    | Ivan Balykin        |
| 2012 | Nicola Ruffoni          | Andrea Trovato     | Andrea Dal Col      |
| 2013 | Federico Zurlo          | Liam Bertazzo      | Gianluca Mengardo   |
| 2014 | Nicolas Marini          | Davide Martinelli  | Luca Pacioni        |
| 2015 | Simone Consonni         | Xhuliano Kamberaj  | Marco Maronese      |
| 2016 | Michael Bresciani       | Mattia Frapporti   | Oliviero Troia      |
| 2017 | Pietro Andreoletti      | Federico Sartor    | Enrico Logica       |
| 2018 | Matteo Furlan           | Giacomo Garavaglia | Cezary Grodzicki    |
| 2019 | Enrico Zanoncello       | Gregorio Ferri     | Tommaso Fiaschi     |
| 2020 | no disputada            |                    |                     |
| 2021 | Gidas Umbri             | Francesco Busatto  | Alex Raimondi       |
| 2022 | Davide Persico          | Michael Zecchin    | Nicolás Gómez       |
| 2023 | Davide Persico          | Gianluca Cordioli  | Tim Torn Teutenberg |